# Chivay
Chivay este un oraș din partea sudică a statului Peru, fiind capitala provinciei Caylloma, regiunea Arequipa. Amplasat la o altitudine de aproximativ 3 635 de metri deasupra nivelului mării, se află în amonte de Canionul Colca. Are o piață centrală și o piață alimentară activă.

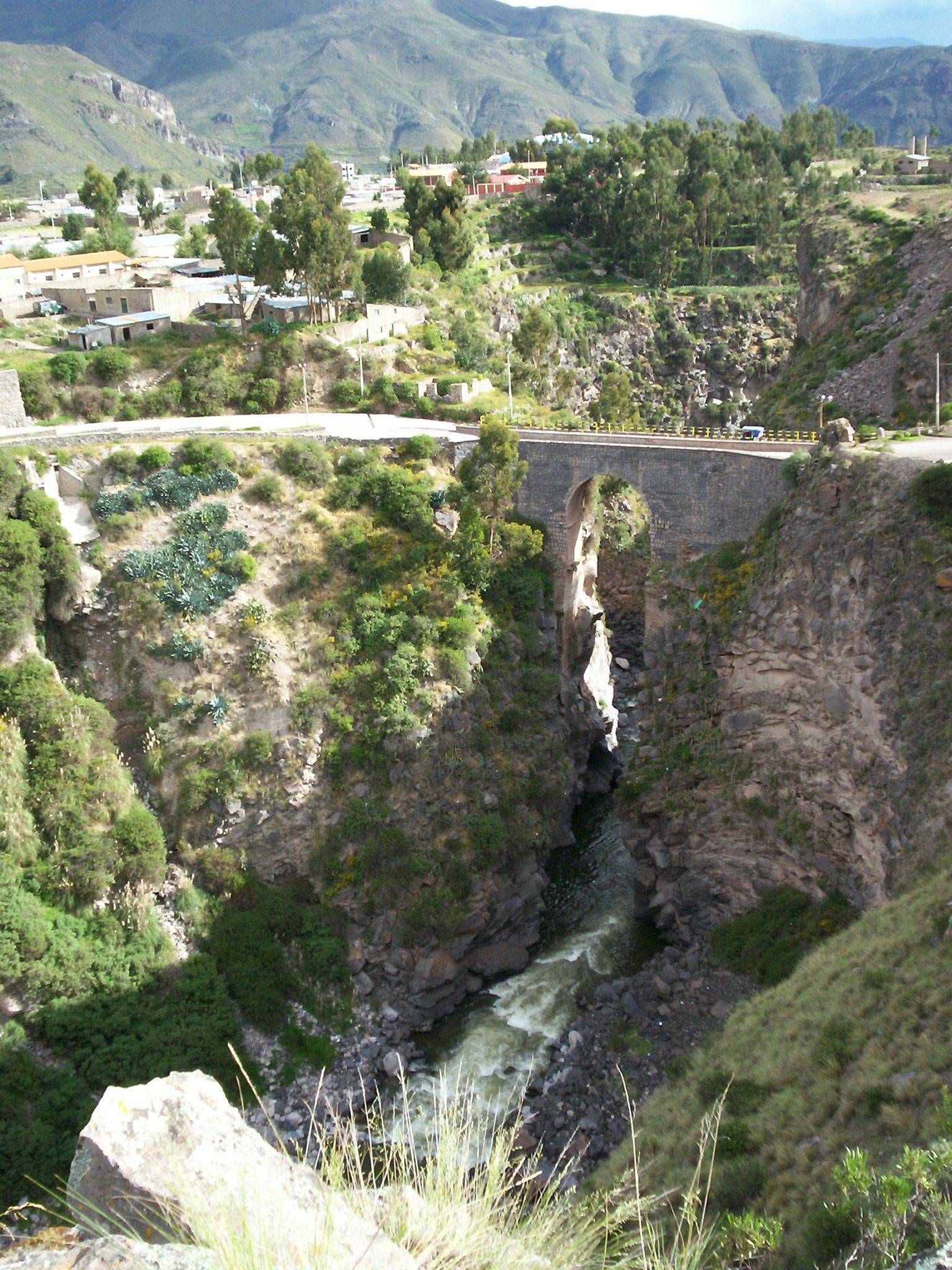
Podul incaş din Chivay

La 3 km de oraș se pot găsi izvoarele termale, un număr mare de piscine termale fiind construite. De asemenea, în nordul orașului se găsește un vechi pod incaș din piatră, acesta fiind interesant pentru turiști.
La data recensământului din 2005, orașul număra  ~5 000 de locuitori.